# Foton Sauvana
Foton Sauvana — 7-местный полноприводный высокорамный внедорожник китайской компании Beiqi Foton Motor, серийно выпускаемый с 2014 года.

## Описание
Sauvana создан на базе пикапа Foton Tunland и продаётся с 2-литровым бензиновым двигателем G01 (201 л. с., 300 Нм или 217 л. с., 320 Нм) являющимся лицензионным двигателем Volkswagen или с дизелем Cummins ISF 2.8 мощностью 163 л. с., крутящим моментом 360 Н*м. По умолчанию, на большинстве рынков моторы стыкуются с 5-ступенчатой механической КПП для слабого бензинового двигателя и турбодизеля или 6-ступенчатой для более мощного бензинового двигателя совместно с заднеприводной трансмиссией, а 6-ступенчатая АКПП ZF6HP и полноприводная трансмиссия TOD (режимы — 2H/Auto/4L, с дифференциалом повышенного трения заднего моста) доступны опционально.
Автомобиль комплектуется подключаемым полным приводом, по умолчанию автомобиль заднеприводный, а при пробуксовке автоматически включается передний мост. Передняя подвеска независимая, пружинная, на двойных поперечных рычагах. Задняя подвеска зависимая, пружинная, с мостом Dana с самоблокирующимся дифференциалом, раздаточная коробка BorgWarner с межосевой муфтой и пониженной передачей (передаточные отношения 2,48:1).
Основными конкурентами внедорожника являются Toyota Fortuner, Toyota Land Cruiser Prado, Mitsubishi Pajero Sport, SsangYong Rexton и китайский Haval H9.